# フランク・カールッチ
フランク・チャールズ・カールッチ3世（英語：Frank Charles Carlucci III、1930年10月18日 - 2018年6月3日）は、アメリカ合衆国の政治家。ロナルド・レーガン政権で第18代国防副長官、第15代国家安全保障問題担当大統領補佐官、第16代国防長官を務めた。

## 人物
1930年10月18日にペンシルベニア州スクラントンに誕生する。1952年にプリンストン大学を卒業した。同年にアメリカ海軍に志願し、2年間将校として軍務に就く。1956年にハーバード・ビジネス・スクールを修了。同年に国務省に入省し、南アフリカ共和国・コンゴ・ブラジルなどに勤務する。1961年にはコンゴ動乱下のコンゴ民主共和国でアメリカ市民を救出するCIAのミッションに関与している。
リチャード・ニクソン政権が発足すると、キャスパー・ワインバーガー保健教育福祉長官の下でアメリカ合衆国保健教育福祉次官を務めた。1974年に駐在ポルトガル大使に任命され、1977年まで赴任した。1978年にアメリカ中央情報局副長官を経て、1981年2月4日に国防副長官に就任する。1986年12月2日に国家安全保障担当大統領補佐官として大統領府に入る。1987年11月23日にワインバーガーの国防長官辞任に伴い、後任の国防長官に就任する。カールッチの国防長官就任に当たっては、アメリカ連邦議会上院は賛成91票・反対1票の圧倒的多数で承認された。国防長官としては前任のワインバーガーと比較して、ソビエト連邦に対してはそれほど強硬路線を取らなかったとされる。

### 企業の経営
カールッチはプライベート・エクイティ・ファンド・カーライル・グループの会長を一時期務めていた他、以下の企業の経営に加わっている。
- ジェネラル・ダイナミクス
- ウェスティングハウス・エレクトリック
- アシュランド石油
- ニューロジェン
- CBコマーシャル・リアル・エステート
- ノーテル・ネットワークス
- BDMインターナショナル
- クエーカーオーツカンパニー
- カマン社

またカールッチは個人向け警備会社であるヴァッケンフート社の重役であった。この他にもG2サテライト・ソリューションの諮問委員や米台商業協会会長を務めている。

### シンクタンク
カールッチは保守系（またはネオコン系）シンクタンクのアメリカ新世紀プロジェクトの会員である。また中東政策評議会・ランド研究所などのシンクタンクにも参加している。

## その他
2006年1月5日にホワイトハウスで行われたジョージ・W・ブッシュ政権の外交政策に関する会議に歴代の国務長官・国防長官経験者の1人として参加している。
2018年6月3日にパーキンソン病の合併症のためバージニア州の自宅で亡くなった。87歳であった。